# Apa adevărului
Apa adevărului, în folclorul slav, este o apă fermecată care demască nedreptatea și elimină toate învinuirile nefondate aduse celui care se spală cu ea. Este în posesia Sudițelor, zeități ale norilor cu rol de judecători.